# Агашкова-Корєнєва Ірина Георгіївна
Агашкова-Корєнєва Ірина Георгіївна (нар. 29 вересня 1962, Уфа) — актриса Башкирського республіканського російського Драматичного театру. Народна артистка Республіки Башкортостан (2005).

## Біографія
Агашкова (Агашкова-Коренєва Ірина Георгіївна народилася 29 вересня 1962 року в Уфі.
У 1983 році закінчила Уфимський державний інститут мистецтв (курс А. К. Лощенкова, П. Р. Мельниченко).
По закінченні працює в Башкирському державному російському драматичному театрі м. Уфа.
Член Спілки театральних діячів (1990).

## Ролі у виставах
Аня («Вишневий сад» А. П. Чехова), Коралі («Загнана коняка» Ф. Саган), Марія Львівна («Дачники» М. Горького); комедійні: Малахова («Де ти був, Лопотухін?» за п'єсою «Гуманоїд у небі мчить» О. Г. Хмелика; дебют, 1985), Маріанна («Тартюф» Мольєра), Магдалена («Ревнива до себе самої» Т. де Моліни); гострохарактерні ролі: Зінько Падеспань («Самогубець» Н. Р. Ердмана), Зізі («Ах, Невський!..» А. М. Поламишева за твором. М. В..Гоголя), Діна («Поки вона вмирала» Н. М. Птушкіної).
Євгенія («Сни Євгенії» О. М. Казанцева), Нори («Ляльковий дім» Г. Ібсена), Надія Коломійцева («Останні» М. мГорького), (Шарлотта Хей) у виставі «Музика неба» К. Людвіга. Зайнята в спектаклях «Блакитна камея» (з Іллею Мясниковим), «Неаполь — місто мільйонерів».

## Нагороди та звання
- Заслужена артистка Республіки Башкортостан (1995 р.)
- Народна артистка Республіки Башкортостан (2005 р.)